# Trox gemmulatus
Trox gemmulatus es una especie de escarabajo del género Trox, familia Trogidae. Fue descrita científicamente por Horn en 1874.
Se distribuye por la ecozona del Neártico. Habita en los Estados Unidos (desde Nuevo México hasta California y Dakota del Sur). Mide 9,5-11,5 milímetros de longitud.